# Gornje Jesenje
Gornje Jesenje is een plaats in de gemeente Jesenje in de Kroatische provincie Krapina-Zagorje. De plaats telt 772 inwoners (2001).